# Dents-de-sabre
Pour l’article homonyme, voir Tigre à dents de sabre, l'animal qui donne son nom au personnage.
Victor Creed, alias Dents-de-sabre (« Sabretooth » en VO) est un super-vilain évoluant dans l’univers Marvel de la maison d'édition Marvel Comics. Créé par le scénariste Chris Claremont et le dessinateur John Byrne, le personnage de fiction apparaît pour la première fois dans le comic book Iron Fist (vol. 1) #14 en août 1977.
Par la suite, le personnage apparaît à de nombreuses reprises dans les séries liées aux X-Men, mais aussi à celle de Spider-Man.
Lors de sa première apparition en version française, il portait le nom de Tigron. Mutant psychopathe assoiffé de sang, Dents-de-sabre possède à son actif des dizaines voire des centaines de meurtres, commis soit pour accomplir des contrats en tant que mercenaire, soit simplement pour assouvir ses pulsions animales.
Bien que les origines de son inimitié avec Wolverine restent nébuleuses, leur histoire commune telle qu'on la connaît remonte à l'époque où tous deux ont été les victimes du projet Arme X, initié pendant la guerre froide. Dents-de-sabre, voyant en Wolverine un concurrent, a tout fait pour lui rendre la vie impossible. Tandis que Wolverine tente de combattre ses démons intérieurs, Dents-de-sabre à l'opposé laisse la bête qui est en lui prendre le dessus.
Le Professeur X avait pensé que l’instinct meurtrier de Victor Creed était le résultat de sa mutation et, pendant un temps, il l'a gardé à l'Institut Xavier afin de le guérir, mais sans succès. En s’évadant, Dents-de-sabre blessa mortellement Psylocke.
Le personnage a été adapté dans de nombreuses séries d'animation, différents jeux vidéo et dans les films de la saga X-Men et le film X-Men Origins: Wolverine.

## Biographie du personnage

### Origines
Issu d'une riche famille canadienne, Victor Creed tue accidentellement son frère aîné à la suite d'une dispute. Il passe ensuite le reste de son adolescence battu et martyrisé par son père, qui l’enferme dans la cave. Il réussit à se libérer de ses chaînes en se rongeant la main, puis tue ses parents et s'enfuit.
Dans les années 1910, il intimide une petite communauté canadienne, sauf un jeune homme nommé Logan (le futur Wolverine), lequel possédait des pouvoirs similaires aux siens. Haïssant l'amour qu'il voit entre Logan et une Indienne nommée Silver Fox, Dents-de-sabre l'attaque, la viole et la laisse pour morte.

### Parcours
Dans les années 1960, en pleine guerre froide, Victor Creed fait un temps partie de la cellule Team X avec Logan, formé par des agents de la CIA. C'est à cette période que les deux hommes sont lobotomisés par des implants mémoriels. C’est aussi à cette période qu’il a un enfant, Graydon Creed, dont la mère est Mystique, alors déguisée en Leni Zauber. Graydon est un humain normal qui fonde plus tard une organisation anti-mutants, les « Friends of Humanity ». Il se présente aux élections présidentielles mais est assassiné par sa propre mère.
Pendant un certain temps, Dents-de-sabre pensa être le père de Wolverine (c’était d'ailleurs bien l’intention des créateurs). Cependant les scénaristes changèrent d’avis et démontrèrent grâce à des tests génétiques réalisés par le SHIELD qu'il n'en était rien.
En 1968, Creed, utilisant déjà le pseudonyme de Dents-de-sabre, travaille en tant que mercenaire à Saïgon et assassine de nombreuses prostituées. À la suite de ces contrats, Creed apprend qu’un individu dénommé « White Devil » (Mister Sinistre) est impliqué dans la disparition de soldats, dont la rumeur dit qu’ils sont utilisés à des fins d’expérimentation. Dents-de-sabre est contacté par Scalphunter, ce dernier expliquant à Creed que le White Devil souhaite l’engager. Dents-de-sabre accepte.

### Temps Modernes
Pendant un court moment, Dents-de-sabre fait équipe avec le Constrictor, mais il tue presque ce dernier.
Au fil des années, il se confronte à Iron Fist, Luke Cage, Daredevil, Spider-Man et la Chatte noire.
Bien plus tard, Creed est recruté par Gambit aux ordres de Mister Sinistre afin de faire partie des Maraudeurs et de participer au massacre des Morlocks à New York. Gambit, cependant, n'avait pas été informé du véritable objectif de la mission. Les autres Maraudeurs l'ont facilement battu, et Creed l'a gravement blessé et l'a laissé pour mort. C'est dans les tunnels de Morlock que Creed et Wolverine se sont rencontrés pour la première fois dans leurs personnages costumés. Victor a échappé à la vengeance de Wolverine et a attaqué les X-Men, mais a été durement battu par leur nouvelle recrue Psylocke.
Quand il quitte l’équipe des Maraudeurs, il reprend son activité de mercenaire. C’est aussi à cette période que l'organisation criminelle appelée la Main fit appel à ses services et accroît sa force par la même occasion.

### Prisonnier des X-Men
Souffrant d’une insatiable envie de sang, Dents-de-sabre fait appel à une mutante télépathe, Birdy, afin de l’aider à contrôler ses pulsions. Toutefois, Graydon, le fils de Dents-de-sabre, vouant une haine aux mutants et particulièrement à son père, tue Birdy.
Dents-de-sabre sombre alors dans une folie meurtrière. Il va même demander de l’aide aux X-Men en espérant que leurs télépathes arrivent à le guérir de sa psychose. Bien qu’il combatte les X-Cutioner et la Phalanx au côté des X-Men, il reste une machine à tuer. Il essaie de s’évader plusieurs fois, et lors de sa dernière tentative, Wolverine lui enfonce une de ses griffes dans le cerveau. Bien qu’il guérisse rapidement, il fait semblant d’être encore en état de faiblesse.
Après s’être retourné contre Big Bang (son infirmière), il s’attaque sauvagement à Psylocke qui sauve la vie de la jeune fille. Mais Psylocke est désarmée devant Dents-de-sabre car la blessure qu’il a reçu à la tête a eu pour effet de le rendre résistant aux attaques télépathiques (et aussi de le guérir de sa soif incontrôlable de sang) ; Psylocke est gravement blessée. Plusieurs X-Men arrivent à retrouver la trace de Creed et à le laisser aux mains du docteur Valerie Cooper. Cette dernière lui implante un collier de contrainte et l’oblige à intégrer l’équipe de Facteur-X. Finalement, Creed s'est endurci à la douleur générée par le collier et l'a arraché, après quoi il a piraté et s'est échappé en abattant presque tous ses coéquipiers. Creed a ensuite rejoint ses véritables "employeurs", le programme Hound.
Avant le mariage de Wolverine avec Vipère, son squelette et ses os sont remplacés par de l’adamantium, mais Apocalypse les lui retire quand il est vaincu par Wolverine. Creed intègre ensuite la deuxième équipe de la Confrérie des mauvais mutants où il participe à la tentative d’assassinat du sénateur Robert Kelly. Il est plus tard forcé à rejoindre une nouvelle version du projet Arme X où, encore une fois, ses os sont recouverts d’adamantium. Dans Wolverine vol. 2 #166, on apprend que le projet Arme X a génétiquement augmenté sa force et son pouvoir guérisseur.
C’est dans les plaines sauvages du Canada qu’il rencontre Sasquatch et le nouveau Wendigo.
Il est un temps présumé mort dans les eaux de l’Océan Arctique.
Avec quelques-uns des membres de la Confrérie, (Mammomax, Avalanche, Exodus et le leader Black Tom Cassidy) Creed s’attaque à l’Institut Xavier. Dans la confrérie se trouvaient aussi Nocturne et le Fléau, mais ces derniers sont en fait des taupes ayant rejoint les rangs des X-Men.
Wolverine dira avoir éliminé Dents-de-sabre, mais son apparition dans X-Men : The 198 Files fait clairement supposer que c’est loin d’être la dernière apparition de Creed.
Dans X-Men #188, il est aperçu à Nogales au Mexique, fuyant un groupe de superhumains se faisant appeler « The Children ». Les raisons pour lesquelles il est poursuivi restent encore inconnues. Toutefois, deux membres de ce groupe ont été identifiés : un homme nommé Sangre et une femme à la peau blanche nommée Serafina. Sangre active un générateur qui détruit une bonne partie de la ville et tue tous les habitants, sauf une petite fille que Serafina protège de l’explosion afin de la garder comme témoin. Dents-de-sabre rencontre plus tard deux autres Children, une fille blonde nommée Aguja et un garçon à la tête enflammée, Fuego. Ils attaquèrent Creed et arrivent à neutraliser son pouvoir guérisseur. Dents-de-sabre réussit cependant à s’échapper et trouve refuge à l’Institut Xavier. Malheureusement, la destruction de la ville est imputée aux X-Men.

### Chez les X-Men
Dents-de-sabre rejoint finalement les X-Men. Cependant, le scénariste Mike Carey indique qu’il ne compte pas faire de Dents-de-sabre un personnage repenti.
Après avoir aidé les X-Men à vaincre les Enfants de la Voûte, Creed est plus ou moins contraint de rester prisonnier à bord du Conquistador, la base ennemie. Il aide encore une fois les X-Men, à vaincre Pan, un scientifique. Au cours du combat, Malicia est infectée par un virus. Le groupe part la déposer d'urgence sur Providence, qui est très bientôt attaquée par une arme intelligente Shi'ar. Dans la tourmente, Creed abandonne les X-Men et disparaît.

### Mort
Dents-de-sabre est finalement décapité par Wolverine au complexe de l'Arme X, alors que Wolverine enquêtait sur Romulus, le mystérieux personnage pour lequel Creed travaillait. Le meurtre de Creed est perpétré de sang-froid, Logan étant bien décidé à se débarrasser définitivement du mutant.
Dans X-men la fin (II), on apprend que Creed est mort mais qu'il ne semble pas y avoir d'implication de la part de Logan. Il s'avéra plus tard qu'il ne s'agissait que d'un clone. Le vrai Dents-de-sabre est donc toujours vivant.

### Axis
Durant les événements de l'arc narratif Axis où beaucoup de héros et vilains sont les victimes d'un changement moral causé par Onslaught, celui-ci inversant le bon au mauvais et le mauvais du bon, Creed perd ses pulsions meurtrières et sanguinaires. Il est protégé du sort de ré-inversion de la Sorcière rouge par Iron Man qui crée un bouclier d'énergie empêchant Creed de redevenir le monstre qu'il était autrefois. Avec son changement moral devenu permanent, il décide de se rendre aux autorités pour payer ses crimes passés.
Il rejoint plus tard la Avengers Unity Division qu'il accompagne sur la Contre-Terre du Maître de l'évolution (qui a refait surface d'une certaine manière) pour trouver la Sorcière rouge et Vif-Argent. Il aide également la principale équipe des Avengers à affronter la dernière version de Ultron.

## Pouvoirs et capacités
Dents-de-sabre est un mutant possédant des capacités naturelles et artificielles. Son principal pouvoir mutant est un « facteur guérisseur » qui lui permet de régénérer les parties de son corps en cas de blessure. Il peut ainsi recréer un œil crevé ou de grandes portions de ses tissus charnels, mais il existe un doute sur sa capacité à régénérer ses organes vitaux internes.
Le facteur guérisseur de Dents-de-sabre a été décrit par tant de scénaristes différents qu’il existe de nombreuses contradictions sur son efficacité réelle. Dans certains épisodes, il guérit en quelques minutes à la suite d'impacts de balles, de coups de couteau, etc. alors que d’autres scénaristes ont montré qu’il lui fallait plusieurs heures, voire plusieurs jours pour guérir de blessures parfois moins importantes. Ce facteur guérisseur le met à l’abri des poisons (sauf si ceux-ci lui sont injectés à forte dose) et des maladies. Le fait qu’il puisse se régénérer lui permet de vieillir plus lentement qu’un humain normal. Son âge reste d’ailleurs inconnu, son physique et sa vitalité restant celles d’un homme dans la pleine force de l’âge.
Bien que son arrogance et son apparence le fassent paraître stupide, Dents-de-sabre est en réalité d’une extrême intelligence.
En complément de ses pouvoirs, Victor Creed a suivi une formation avec la CIA, l’Arme X et l’HYDRA. Il est devenu un excellent combattant au corps à corps, ayant été entraîné par l’Étranger, la CIA et plusieurs autres organisations. C’est également un traqueur et un chasseur infaillible, même sans l’aide de ses sens surhumains.
- Dents-de-sabre possède des sens accrus comparables à ceux des animaux. Il est capable de distinguer des objets à très grande distance. Ses yeux sans pupilles lui permettent même de voir dans le noir, et sur un spectre élargi (infrarouge et ultraviolet). Son sens aiguisé de l’odorat lui permet de traquer ses proies avec succès.
- Ses attributs physiques sont aussi bien plus développés que la normale. Sa force surhumaine paraît être sans limite. Son endurance est telle qu’il ne ressent pratiquement pas la fatigue. Au fil des années, sa force physique a été décuplée par son fils et le projet Arme X. Encore une fois, sa force a été sujette à des contradictions selon les scénaristes.
- Son apparence indique clairement qu’il a subi une mutation animale, notamment à cause de l’aspect aiguisé de ses canines et de ses ongles qui sont en fait des griffes rétractables.
- Le mutant Apocalypse avait recouvert ses os et ses griffes d’adamantium, mais il les lui retira pour les regreffer sur Wolverine. Par la suite, le projet Arme X lui redonna cet adamantium. Cependant, il ne possède pas d’adamantium dans ses articulations ; ses membres peuvent donc être tranchés entre les deux os[1].
- Il a développé une forte résistance aux attaques et aux manipulations télépathiques depuis que Wolverine lui a transpercé le cerveau avec l’une de ses griffes.

### Historique de son pouvoir guérisseur
Lors de ses premières apparitions dans les pages de la série de Luke Cage et Iron Fist, Dents-de-sabre était un assassin à l’apparence humaine portant des gants sur lesquels étaient fixés des griffes.
C’est dans la série sur Spider-Man que l’on voit ses griffes faire partie de lui. Cependant, Dents-de-sabre ne possède pas de facteur guérisseur. Quand Spider-Man lui envoie un jet de toile, Creed se blesse lui-même au visage en essayant de l’enlever. Il se retrouve même à l’hôpital, le visage entouré de bandages. Plus tard, la Chatte noire arrive à le vaincre en rouvrant ses plaies au visage.
C’est bien plus tard qu’un retour de continuité explique qu’il est en fait un mutant, alors que le personnage de Wolverine gagne en popularité et qu'il a besoin d’avoir son propre ennemi viscéral. Il n’y a jamais eu d’explication au fait que Creed n’avait ni de véritables griffes ni de facteur guérisseur lors de ses premières apparitions.

## Lien de parenté avec Wolverine
Le scénariste Chris Claremont voulait faire de Dents-de-sabre le père de Wolverine, mais des retours de continuité faits par ses successeurs ont changé cette idée originelle. À la question « Quelles sont les relations que vous aviez voulu créer entre Dents-de-sabre et Wolverine ? », Claremont a répondu[réf. souhaitée] : 

« Père et fils. C’est la raison pour laquelle Dents-de-sabre a toujours considéré Logan comme un « double raté ». Un autre point essentiel de ma façon de voir leur relation est que, tout au long de leurs vies, Logan n’a jamais vaincu Dents-de-sabre dans une rage meurtrière. Dans le même registre, Dents-de-sabre a toujours réussi à trouver la trace de Wolverine le jour de son anniversaire, afin de le battre pratiquement à mort. Juste pour rappeler à Logan qu’il en est capable. »

Des tests menés par le SHIELD confirmèrent que Dents-de-sabre et Wolverine ne sont pas père et fils. Cependant, cela ne voulait pas dire qu’ils n’avaient aucun lien de parenté non plus. Cousins, neveux et demi-frères n’ont pas le même patrimoine génétique qu’un père et son fils.
Dans la mini-série Origin nous apprenons l’existence de Cabot Logan, ami de Wolverine et fils de l'employé du père de ce dernier. Ce personnage, en grandissant, a une apparence proche de celle de Dents-de-sabre, mais il a cependant des cicatrices sur le visage que Dents-de-Sabre n’a pas. Certaines théories indiquent que son pouvoir guérisseur a engendré une mutation secondaire, faisant disparaître ces cicatrices. Paul Jenkins a affirmé dans une interview qu'il ne voulait pas faire de Cabot Logan Dents-de-sabre mais qu’il laissait la porte ouverte pour les futurs scénaristes. Pendant son dernier combat contre Wolverine, on découvre qu'ils ont tous deux des ancêtres homo lupus, ce qui veut dire qu'ils descendent du loup. Plus tard, on apprend que ces informations sont fausses.

### Clone possible
C’est à l’époque où Dents-de-sabre rejoint les Maraudeurs qu’il est grièvement blessé à maintes reprises par Caliban (comics) et Silver Sable. Mister Sinistre lui-même avoue avoir créé des clones des Maraudeurs qui ont succombé au champ de bataille. Il est possible que Sinistre ait développé certaines capacités des clones, comme le pouvoir guérisseur de Dents-de-sabre, pouvoir qu’il n’avait pas à l’origine.
Pendant un certain temps, on ne savait pas si Dents-de-sabre était l’original ou son clone. Mister Sinistre expliquera que son pouvoir guérisseur en faisait un être impossible à cloner. Cela est confirmé plus tard quand on apprend que Dents-de-sabre est le seul Maraudeur à n’avoir pas été cloné.
Pourtant, dans une des infiltrations de la base de Mister Sinistre, Malicia et le Fauve tomberont nez à nez avec un clone de Dents-de-sabre . La nouvelle mouture d'X-Force en a également combattu un certain nombre lors d'une mission au Japon. De plus, cela devrait s'appliquer aussi à Wolverine que Sarah Kinney a réussi à le cloner, ce qui a engendré X-23.

## Apparitions dans d'autres médias
Sauf indication contraire, les informations mentionnées dans cette section peuvent être confirmées par la base de données cinématographiques IMDb,  présente dans la section « Liens externes ».

### Cinéma
Interprété par Tyler Mane dans la première trilogie X-Men et dans l'univers cinématographique Marvel
- 2000 : X-Men réalisé par Bryan Singer

Dents-de-sabre est sur les traces de Wolverine mais on apprend plus loin que c'est Malicia que le vilain traquait. Il est éjecté de la statue de la liberté et mis K.O. par Cyclope avec une rafale optique.
- 2024 : Deadpool et Wolverine réalisé par Shawn Levy

Interprété par Liev Schreiber

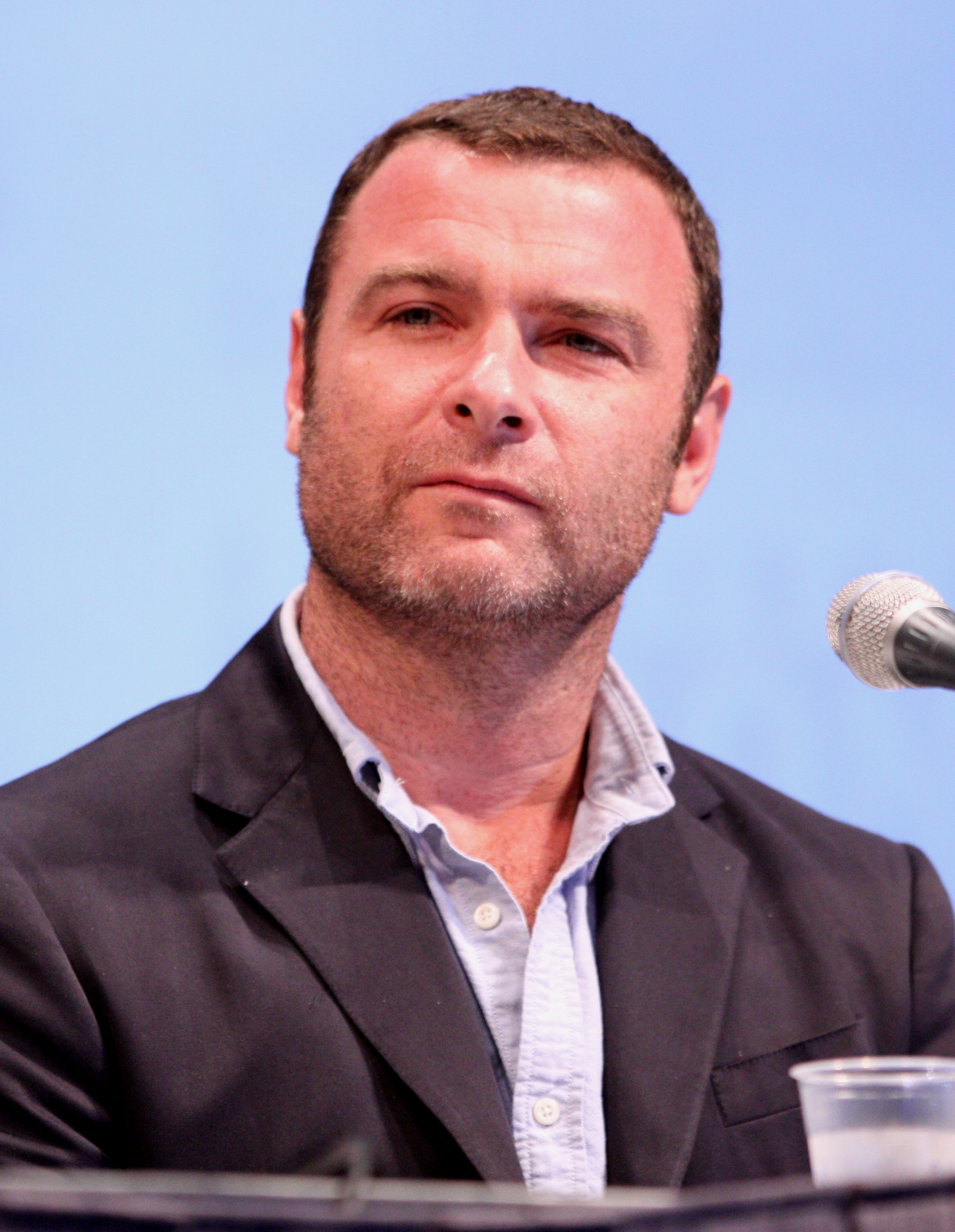
L'acteur Liev Schreiber incarne Victor Creed/Dents-de-sabre dans le film X-Men Origins: Wolverine (2009).

- 2009 : X-Men Origins: Wolverine réalisé par Gavin Hood

Dents-de-sabre est dans ce film le demi-frère de Wolverine. Il travaillait avec son frère pour William Stryker, mais Logan ne supportant plus le côté brutal et animal de son frère, plus le fait de devoir tuer des gens lui-même, il décide de quitter le groupe. Six ans plus tard, Dents-de-sabre travaille toujours pour Stryker et capture les mutants pour prélever leur ADN et ainsi permettre à Stryker de récupérer leur pouvoir pour les recombiner afin de créer le tueur de mutant Deadpool. Il tue en apparence Kayla, la femme de Logan, afin de pousser ce dernier à subir l'opération visant à recouvrir son corps d'adamantium pour avoir sa revanche. Logan découvre cependant que Kayla travaillait elle aussi pour Stryker et que Victor n'a fait que simuler sa mort. Il n'a donc plus aucun grief contre lui, et ils combattent ensemble Deadpool. Une fois ce dernier vaincu, Victor garantit son soutien éternel à Logan et s'en va.
Bien que X-Men Origins: Wolverine soit une préquelle au film X-Men, le physique, l'apparence et les motivations du personnage de Dents-de-sabre sont totalement différents d'un film à l'autre.

### Télévision
- 2000-2003 : X-Men: Evolution (série d'animation)
- 2009 : Wolverine et les X-Men (série d'animation)
- 2012 : Ultimate Spider-Man (série d'animation)